# آراک
آراک یک منطقهٔ مسکونی در سوریه است که در شهرستان تدمر واقع شده‌است.

## خصوصیات
آراک ۱۱۱ نفر جمعیت دارد.